# Vester Egede kyrka
Vester Egede kyrka ligger i byn Vester Egede, omkring tio kilometer från Faxe i Region Sjælland i Danmark, nära Gisselfeld Kloster.
Vester Egede kyrkas äldsta byggnadshistoria är inte känd, men socknen Vester Egede nämns i Roskildebiskopens jordebok från omkring 1370. Kyrkan grundlades under romansk tid, men genomgick 1876 en genomgripande renovering under ledning av Th. Zeitner. Rester av den medeltida romanska murverket finns i skeppets sydvästra hörn, och rester från gotisk tid finns bland annat i nedre delen av tornet.
År 1672 fick fältherren Hans Schack, ägare till Gisselfeld Kloster, ett gåvobrev på att kyrkan skulle tillhöra hans släkt, så länge han och hans arvingar kvarstod som ägare till Gisselfeld. Detta förhållande gällde fram til 1914.

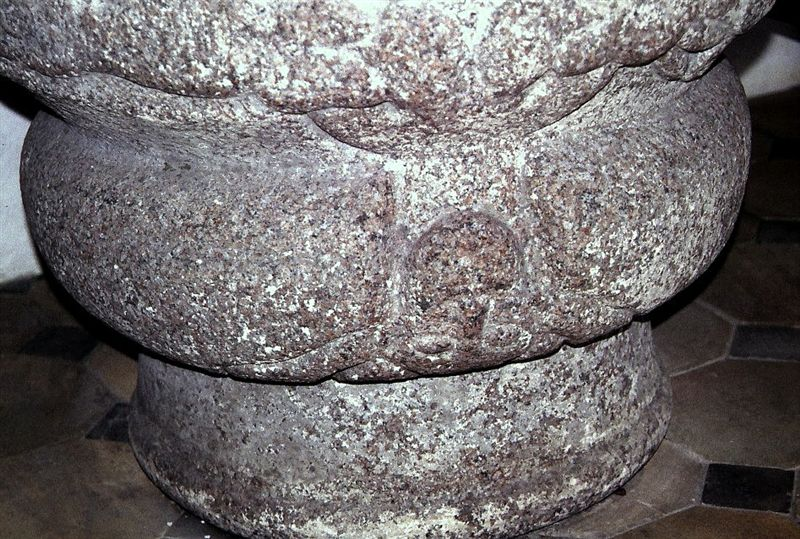
Dopfunten.

Dopfunten av granit härstammar sannolikt från den romanska kyrkan. Den är försedd med en relief med en kvinna, som står på huvudet och diar en drake och ett lejon. Det skulle kunna föreställa dödssynden Lust.